# روزاليند إلياس
روزاليند إلياس (بالإنجليزية: Rosalind Elias)‏ هي مغنية ومغنية أوبرا أمريكية، ولدت في 13 مارس 1929 في لوويل في الولايات المتحدة.

## وصلات خارجية
- روزاليند إلياس على موقع IMDb (الإنجليزية)
- روزاليند إلياس على موقع ميوزك برينز (الإنجليزية)
- روزاليند إلياس على موقع قاعدة بيانات برودواي على الإنترنت (الإنجليزية)
- روزاليند إلياس على موقع أول ميوزيك (الإنجليزية)
- روزاليند إلياس على موقع ديسكوغز (الإنجليزية)